# James Dunbar
James Ralph "Jim" Dunbar (født 17. juli 1930 i Crawfordsville, Indiana, død 14. maj 2018 The Woodlands, Texas) var en amerikansk roer og olympisk guldvinder.

## Rokarriere
Dunbar var kadet på United States Naval Academy ved Annapolis og her en del af otteren, som vandt OL-udtagelsesstævnet i 1952. Ved OL 1952 i Helsinki stillede han og resten af besætningen, Dick Murphy, Bill Fields, Frank Shakespeare, Bob Detweiler, Henry Proctor, Wayne Frye, Ed Stevens og styrmand Charley Manring, op som store favoritter; amerikanerne havde vundet samtlige de OL-otterkonkurrencer, de havde stillet op i. Der deltog i alt 14 både i konkurrencen, hvor amerikanerne uden problemer vandt deres indledende heat og semifinale. I finalen blev USA i begyndelsen truet af den sovjetiske båd, men amerikanerne holdt dem væk og sejrede med et forspring på fem sekunder ned til Sovjetunionen, der fik sølv, mens Australien fik bronze.
Dubar vandt det amerikanske collegemesterskab i otteren samt Eastern Sprints tre gange.

## Videre karriere
Han fik eksamen fra akademiet i 1955 og skabte sig derpå en karriere, primært i US Air Force. Han deltog i Vietnamkrigen og fløj mere end hundrede missioner, særligt i F-105 Thunderchief-fly, hvorunder han gjorde sig fortjent til adskillige udmærkelser.

## OL-medaljer
- 1952:  Guld i otter